# پایگاه نیروی هوایی مالمستورم
پایگاه نیروی هوایی مالمستورم (به انگلیسی: Malmstrom Air Force Base) یک فرودگاه است . این فرودگاه در کشور ایالات متحده آمریکا قرار دارد .